# Фрідріх фон Хюне
Фрідріх фон Хюне (нім. Friedrich von Huene, 22 березня 1875 — 4 квітня 1969) — палеонтолог Тюбінгенського університету з Німеччини, що зробив значний внесок у систематику земноводних і плазунів. Був протестантським євангелістом, який намагався показати божий задум у природі, що було незвичним для науковця 20 століття. Мав власну ідею еволюції, керованої Богом. Автор понад 420 наукових праць за 65 років.
Народився в Тюбінгені в аристократичній сім'ї балтійських німців.
Учень палеонтолога Ернста Кокена. 1898 року, у віці 23 років, захистив дисертацію про викопних плечоногих.
Займався остеологією, систематикою різних груп плазунів і земноводних, експедиціями та музейною роботою. Відомий насамперед палеонтологію динозаврів. Багато подорожував і вивчав рештки майже на всіх континентах. Не цікавився викладацькою діяльністю.
Планував емігрувати в США, але плани перекреслила Перша світова війна. В часи Третього Рейху продовжував займатися наукою. Хоча він був консерватором, та не підтримував праві ідеї, не співпрацював з нацистами та іноді помагав місцевим єврейським сім'ям.
На честь фон Хюне названо вид Lufengosaurus huenei.